# Mantereenvuori
Mantereenvuori är en ö i Finland.   Den ligger i kommunen Ylöjärvi i den ekonomiska regionen Tammerfors och landskapet Birkaland, i den södra delen av landet, 190 km norr om huvudstaden Helsingfors.